# Ligne de Compiègne à Roye-Faubourg-Saint-Gilles
La ligne de Compiègne à Roye-Faubourg-Saint-Gilles est une ligne de chemin de fer du réseau ferré français. Elle reliait Compiègne à Roye (Somme), à travers les départements de l'Oise et de la Somme, en région Hauts-de-France. La ligne est aujourd'hui fermée à tout trafic et en partie déposée, mais la section de Compiègne à Roye-sur-Matz n'est pas encore déclassée.

## Histoire
La construction de la ligne de Compiègne à Roye est en partie imputable à la loi du 12 juillet 1865 sur les chemins de fer d'intérêt local, transférant certaines compétences de l'État aux départements et instaurant des subventions en capital, partagées entre l'État et la collectivité concédante. La Compagnie des chemins de fer du Nord combat avec virulence cette loi, susceptible de donner naissance à de nouvelles compagnies la concurrençant sur le plan local ; en vain. En même temps, le Nord ne se montre pas intéressé par la plupart des concessions des lignes d'intérêt local, estimant que la subvention de 150 000 francs par kilomètre est insuffisante pour les construire correctement. Au moment où la compétition augmente, la Compagnie change d'avis et traite avec les départements, d'abord l'Oise et la Somme, afin d'obtenir les concessions des lignes prévues par ces départements. Une convention dans ce sens est passée avec le préfet de l'Oise le 28 mars 1870. Dans l'Oise, il s'agit, de la ligne de Beauvais à Saint-Just-en-Chaussée et à Clermont, de la ligne de Compiègne à la limite du département de l'Aisne vers Soissons, de la ligne de Pont-Sainte-Maxence à Roye, de la ligne de Beauvais à Gisors-Embranchement et de la ligne de Saint-Just-en-Chaussée au département de la Somme vers Montdidier.

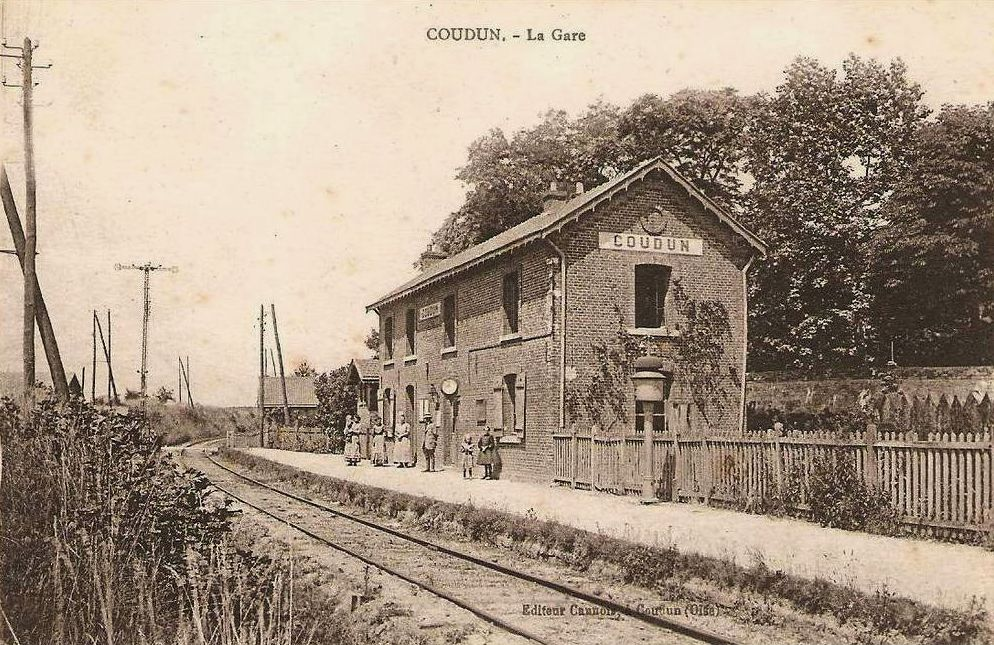
La halte de Coudun.

La déclaration d'utilité publique est obtenue le 6 juin 1872. La ligne de Pont-Sainte-Maxence à Roye deviendra en définitif une ligne de Compiègne à Roye, destinée à raccourcir l'itinéraire entre Paris, la Picardie orientale et le Cambrésis. L'ouverture au trafic public a lieu en date du 4 juillet 1881,. La ligne est reprise définitivement par la Compagnie des chemins de fer du Nord selon les termes d'une convention signée entre le ministre des Travaux publics et la compagnie le 5 juin 1883. Cette convention est approuvée par une loi le 20 novembre suivant qui reclasse la ligne dans le réseau d'intérêt général. Une troisième voie affectée spécialement aux trains de la ligne de Rochy-Condé à Compiègne est construite entre Beauvais et Rochy-Condé, en janvier 1886.
Pendant la Première Guerre mondiale, la ligne est partiellement occupée, et en mars 1917, les troupes allemandes se repliant vers la ligne Hindenburg procèdent à d'importantes destructions en gare de Roye. À partir de l'horaire d'été 1934, l'ensemble du service voyageurs est assuré par des autorails du centre de Compiègne. Avec la ligne de Rethondes à La Ferté-Milon, c'est l'une des deux premières lignes de la compagnie dans ce cas.
Le 15 mai 1939 est le jour de la suppression du service voyageurs sur la plupart des lignes SNCF de moindre importance dans le département de l'Oise, mais aussi dans d'autres régions de la France, dans le cadre de la politique de la coordination. Cette dernière poursuit officiellement l'objectif de mettre fin à la compétition entre les lignes d'autocars privées (créées pour la plupart sans concertation et étant assurées à titre libre) et le chemin de fer, mais est surtout un prétexte pour libérer la SNCF de son obligation de service public sur de nombreuses relations. Le service voyageurs entre Compiègne et Roye (ainsi qu'entre Compiègne et Beauvais, par la ligne de Rochy-Condé à Soissons) cesse à ce moment, pour ne citer que les lignes de l'étoile de Compiègne. Dans le contexte de la pénurie de carburant engendrée par la Seconde Guerre mondiale, le trafic de voyageurs entre Compiègne et Roye reprend provisoirement le 1er septembre 1940 et fonctionne jusqu'au 3 mai 1942 sous la forme d'un train mixte quotidien.
Après la guerre, le régime d'exploitation et régulation devient celui de la voie unique à trafic restreint. Le trafic de marchandises sur la section terminale de Roye-sur-Matz (P.K. 106,8) et Roye-Faubourg-Saint-Gilles (P.K. 117,3), soit 10,5 km, est abandonné pendant la première moitié des années 1970. La gare de Roye reste accessible pour les trains de marchandises depuis Chaulnes, sur la ligne de Saint-Just-en-Chaussée à Douai. Sauf de Compiègne au P.K. 86,3, près de l'ancien point d'arrêt de Bienville (soit 2,7 km), la ligne est dans un premier temps retranchée du réseau ferré national en 2002, décision ultérieurement annulée par le Conseil d'État (voir ci-dessous). À ce moment, tout trafic a cessé.

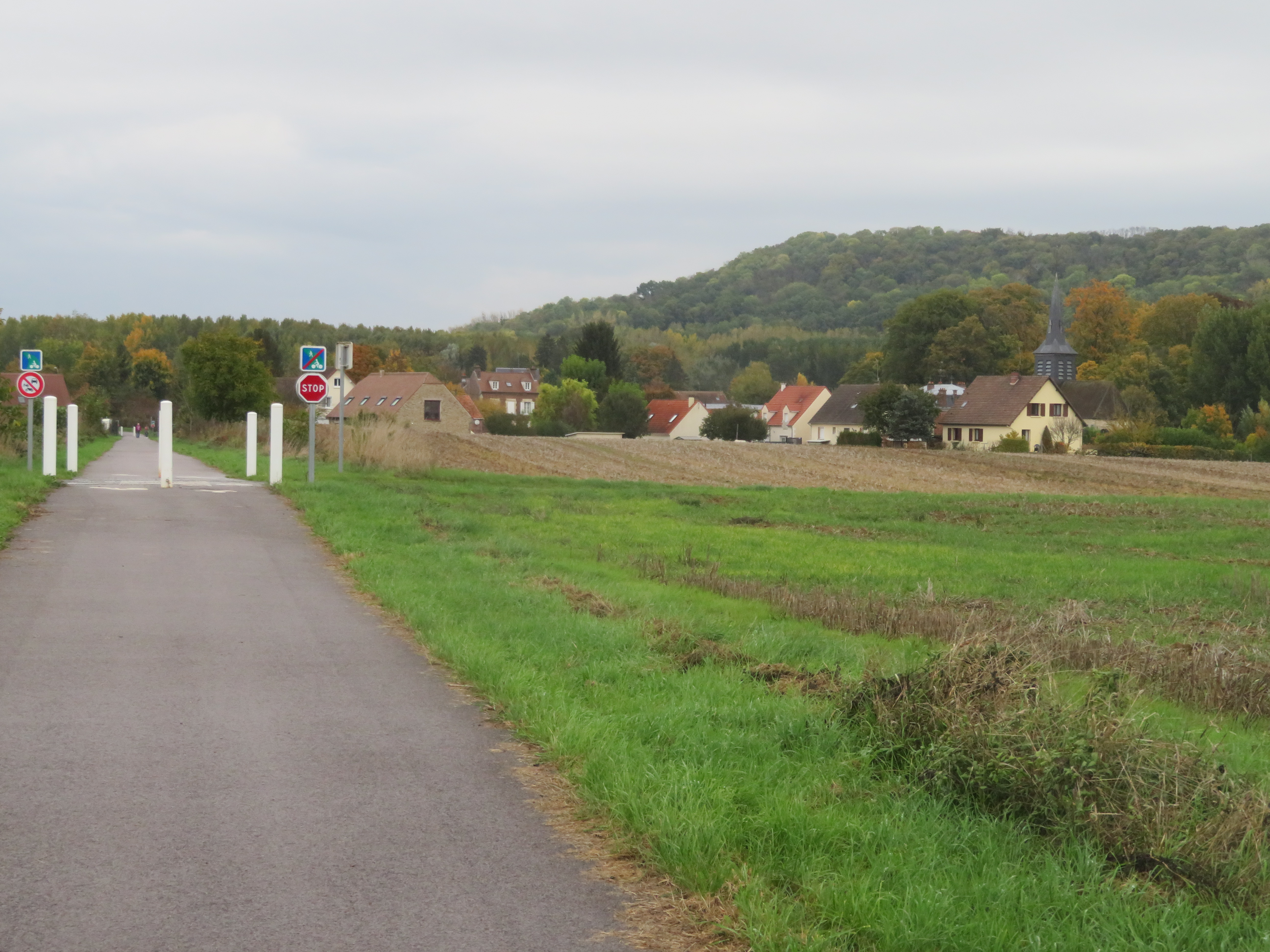
Bienville vu de la voie verte

### Dates de déclassement
- De Roye-sur-Matz à Roye-Faubourg-Saint-Gilles (P.K. 106,835 à 116,000, soit 9,165 km) : 24 février 1975[10]
- De Bienville à Roye-sur-Matz (P.K. 86,300 à 106,835, soit 20,535 km) : retranchement au 15 octobre 2002, annulé par décision du Conseil d'État du 28 juillet 2004[10]

### Voie verte
Une voie verte de 3 km a été aménagée en 2021 de Clairoix (croisement avec la D 932) à l'entrée de Coudun par Bienville prolongée de 3 km jusqu'à Villers-sur-Coudun en 2024.

## Description de la ligne

### Tracé - parcours

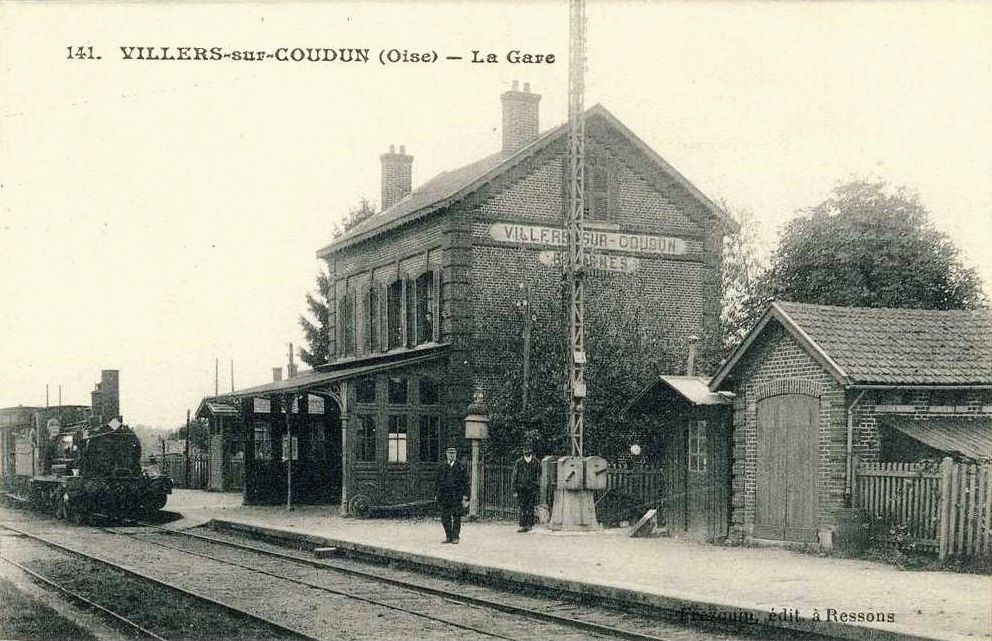
La gare de Villers-sur-Coudun.

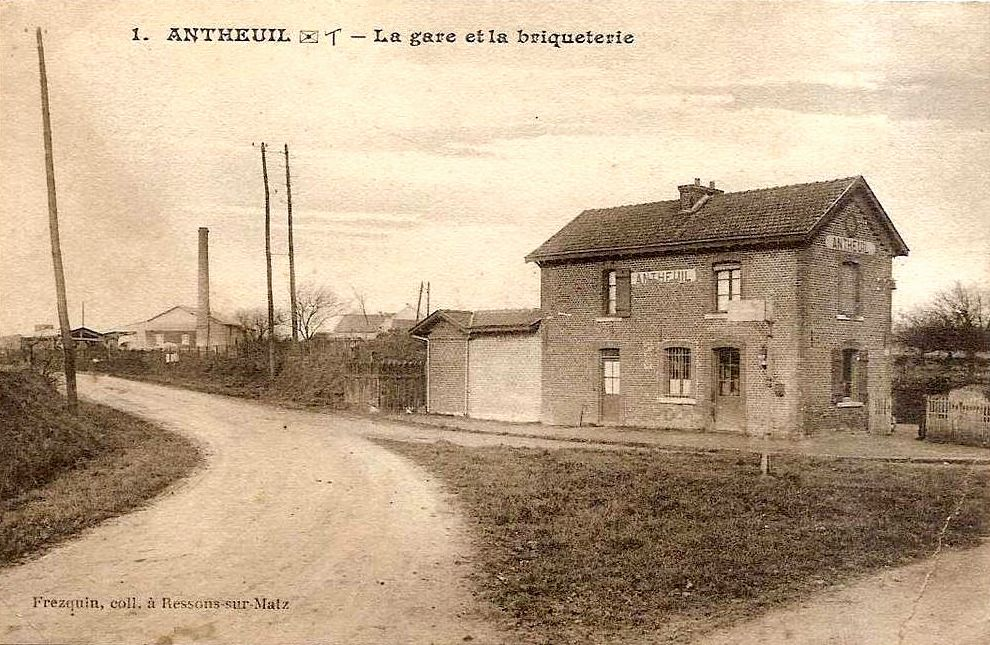
La halte d'Antheuil.

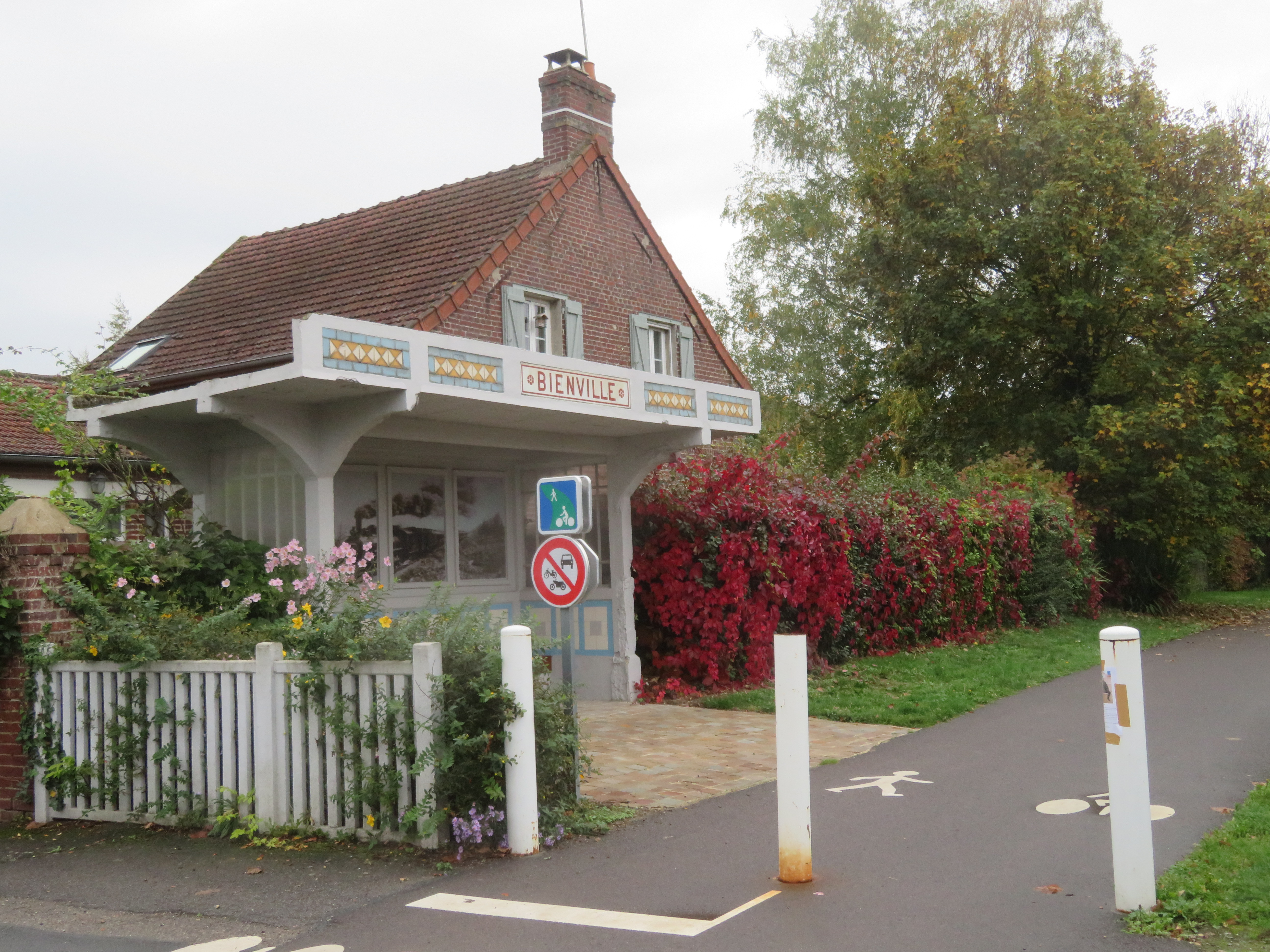
Ancien point d'arrêt de Bienville au bord de la voie verte

La ligne quitte la gare de Compiègne (P.K. 83,6) dans le même sens que les trains en direction de Jeumont. Puis, la voie se dirige rapidement vers le nord. Établie au pied du massif du mont Ganelon (à l'est), elle passe par les points d'arrêt de Clairoix et Bienville. Coudun (P.K. 89,0) est la première de deux haltes que comporte la ligne. Suit la gare de Villers-sur-Coudun (P.K. 91,4), point de départ d'une embranchement particulier vers l'usine de Monchy-Humières. Antheuil-Portes (P.K. 94,4) est la deuxième halte du parcours. Dès le point d'arrêt de Marquéglise, la ligne s'approche de la vallée du Matz avant d'atteindre la gare la plus importante du parcours, Ressons-sur-Matz (P.K. 100,1). La vallée du Matz est toutefois humide et trop peu marquée pour accueillir la voie ferrée, qui le domine toujours depuis une certaine distance et doit faire face aux accidents du relief. La ligne longe maintenant le (futur) tracé de la LGV Nord. Au point d'arrêt de Ricquebourg - Orvillers, suit la troisième gare du parcours, Roye-sur-Matz (P.K. 106,8). C'est le point de contact avec la ligne à voie métrique VFIL Oise en provenance de Noyon et à destination de Montdidier, via Rollot. Le restant de la ligne comporte deux longues sections rectilignes. S'y trouve le point d'arrêt des Loges, près du hameau de ce nom sur la commune de Beuvraignes, qui dispose par ailleurs d'une gare (P.K. 112,8), quatrième et dernière gare intermédiaire de la ligne. Après une ligne droite de 3,5 km environ, elle atteint le faubourg Saint-Gilles au sud de la ville de Roye, lieu de la bifurcation avec la ligne de Saint-Just-en-Chaussée à Douai et d'un point d'arrêt (P.K. 117,3). Les trains continuent vers la gare de Roye (P.K. 119,4) sur les voies de la ligne principale et entrent en gare depuis le sud, tout comme les trains en provenance de Saint-Just et Montdidier.

### Caractéristiques
La ligne est entièrement à voie unique. Les gares ne disposent que d'un quai unique, des croisements de trains de voyageurs n'étant pas prévus. Entre Roye-Faubourg-Saint-Gilles et Roye, les trains utilisent la double voie de la ligne de Saint-Just-en-Chaussée à Douai. Le tracé de la ligne est sinueux et son profil accidenté, avec une succession de déclivités marquées dans les deux sens. Elles sont toutefois plus nombreuses dans le sens Compiègne - Roye. Une rampe de 15 ‰ est située entre la gare de Ressons-sur-Matz et le point d'arrêt de Riquebourg-Orvilliers. Plusieurs rampes de 10 à 12 ‰ existent sur toutes les sections de la ligne et dans les deux sens, sauf entre Beuvraignes et Roye-Faubourg-Saint-Gilles. Le régime d'exploitation et de régulation est celui de la voie unique à trafic restreint depuis la suppression du service voyageurs. Du temps de la traction à vapeur, des prises d'eau sont pourvues à Compiègne, Ressons-sur-Matz et Roye. Les locomotives ne peuvent être tournées qu'à Compiègne.

## Matériel roulant ayant circulé sur la ligne
Les locomotives à vapeur sont mises à disposition par le dépôt de Compiègne : 021 série 2.400, 030 série 3.400 et 3.600 « Mammouth », puis 222 T série 2.200 « Revolver » pour les trains de voyageurs et 040 série 4.000 pour les trains de marchandises. Après la Première Guerre mondiale, deux séries d'origine prussienne sont affectées à la ligne, les 130T série 3.800 (T 12) et les 040 série 4.000 (G 7.2) pour les trains de marchandises.
À partir de l'horaire d'été 1934, le centre autorails de Compiègne engage sur la ligne l'un des appareils suivants : Decauville ZZ 13 et 14 (futurs ZZ DC 1001 et 1002 SNCF), reconnaissables par leurs capots-moteurs arrondis aux deux extrémités, Baudet, Donon et Roussel ZZ 15 et 16, Renault VH ZZ 20 et 21. En effet, un seul autorail suffit pour assurer la totalité des trains de voyageurs sur la ligne, trois autres étant affectés à la ligne de Rethondes à La Ferté-Milon. Mais le ZZ 21 étant bientôt accidenté et radié, le ZZ 20 est vendu au réseau de l'État où il devient le ZZy 24065, et l'épisode des VH sur le Nord se termine rapidement. Ces trois types ne sont pas commandés en série par la Compagnie du Nord. C'est seulement le cas des ADN & Standard (futurs X 23000 SNCF), qui eux aussi ne manqueront pas d'être employés entre Compiègne et Roye.
Après la fin du service voyageurs, les trains de marchandises sont tractés par des 230-A et des 140-G « Pershing » jusqu'à la dieselisation.

## Exploitation et trafic

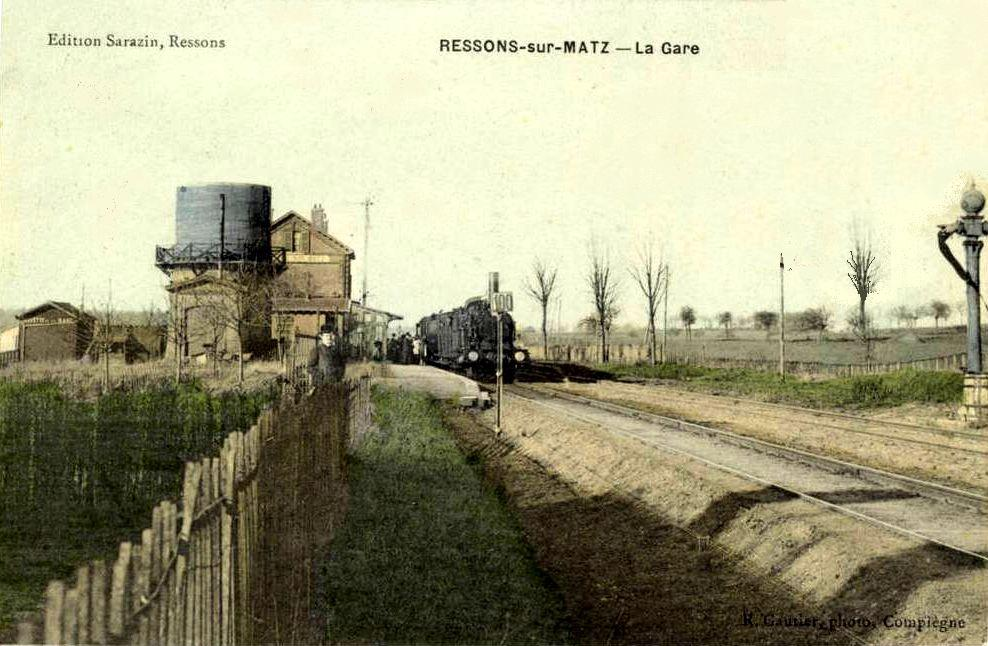
Train de voyageurs en gare de Ressons-sur-Matz.

Le trafic de la ligne reste toujours modeste. Le service de voyageurs comporte, toute son existence durant, quatre aller-retours quotidiens, sauf pendant la Première Guerre mondiale. Il n'y a pas de trains circulant au-delà de Roye ou Compiègne. À Roye, le terminus et origine des trains est bien entendu la gare de Roye, Faubourg-Saint-Gilles n'étant qu'une bifurcation et un simple point d'arrêt. Pendant l'horaire d'été 1936, alors que tous les trains sont assurés par un autorail, les départs ont lieu à 6 h 33, 10 h 40, 14 h 07 et 18 h 22 de Compiègne, et à 7 h 50, 13 h 02, 16 h 51 et 20 h 16 de Roye. S'y ajoute un train Roye - Roye-sur-Matz - Roye autour de midi, ne circulant que le vendredi. On note que la première arrivée à Compiègne n'a lieu qu'à 8 h 41. Le temps de parcours est de 52 min en moyenne, ce qui correspond à une vitesse commerciale correcte de 41,3 km/h.
Trente ans après la suppression du service voyageurs par rail, les autocars de substitution sont exploités par les autocars Mathieu-Acary de Compiègne, et l'horaire se réduit à trois aller-retours par jour. Le dimanche, l'un des aller-retours est terminus Conchy-les-Pots au lieu de Roye, et certains services partiels supplémentaires ont lieu le mercredi et samedi. La totalité de la ligne est parcourue en 1 h 15, ce qui représente une nette augmentation du temps de parcours par rapport au train.
Le service d'autocars est aujourd'hui assuré par la ligne n° 50 du réseau départemental du Conseil général de l'Oise, exploitée par le groupement Atriom du Compiègnois. Du lundi au vendredi, circulent un aller-retour Roye - Compiègne, un aller-retour Roye-sur-Matz - Compiègne et trois aller-retours Ressons-sur-Matz - Compiègne, sans tenir compte des renforts scolaires. Un horaire légèrement réduit est proposé le samedi. L'aller-retour dans la journée Compiègne - Roye n'est aujourd'hui plus possible : le premier car en provenance de Compiègne arrive à Ressons-sur-Matz à 11 h 40, et le dernier car en repart pour Compiègne à 14 h 20.